# Златна
Златна (рум. Zlatna, венг. Zalatna) — город в Румынии в составе жудеца Алба.

## История
Поселения в этих местах существовали ещё во времена Бронзового века.
Во времена Древнего Рима в этих местах стали добывать золото, и здесь возникло поселение под названием «Ampellum».
В 1347 году этот населённый пункт упоминается в документах. В 1387 году он получил статус города.
В начале XVII века князь Габор Бетлен переселил сюда несколько сотен немцев и словаков для горных работ. В 1622 году поэт Мартин Опиц написал поэму о Златне.
В 1782 году австрийский естествоиспытатель Франц Йозеф Мюллер обнаружил в местных рудах новый химический элемент, получивший название «теллур».
В XX веке Златна долгое время имела статус коммуны, и лишь в 1968 году стала городом.